# Artibeus fimbriatus
Artibeus fimbriatus — вид рукокрилих ссавців родини листконосових (Phyllostomidae).

## Розповсюдження
Поширений в Південній Америці (Аргентина, Бразилія, Парагвай). Мешкає у тропічних вологих лісах до 530 метрів над рівнем моря.

## Опис
Це кажан середнього розміру, з довжиною тіла 95,2 мм, довжина передпліччя від 59,4 до 71 мм, довжина стопи — 23,5 мм, довжина вух — 18 мм і вага — до 54 г. Живиться фруктами.